# Brumovice, Opava
Brumovice là một làng thuộc huyện Opava, vùng Moravskoslezský, Cộng hòa Séc.